# Steatoda
Genre
Synonymes
- Eucharia C. L. Koch, 1835 nec Hübner, 1820
- Acalanthis Gistel, 1848 nec Erichson, 1844
- Lithyphantes Thorell, 1869
- Teutana Simon, 1881
- Stethopoma Thorell, 1890
- Ancocoelus Simon, 1895
- Stearodea F. O. Pickard-Cambridge, 1902
- Steassa Simon, 1910
- Argyroelos Hogg, 1922
- Asagenella Schenkel, 1937

Steatoda est un genre d'araignées aranéomorphes de la famille des Theridiidae.

## Distribution
Les espèces de ce genre se rencontrent sur presque toutes les terres émergées sauf aux pôles.

## Description

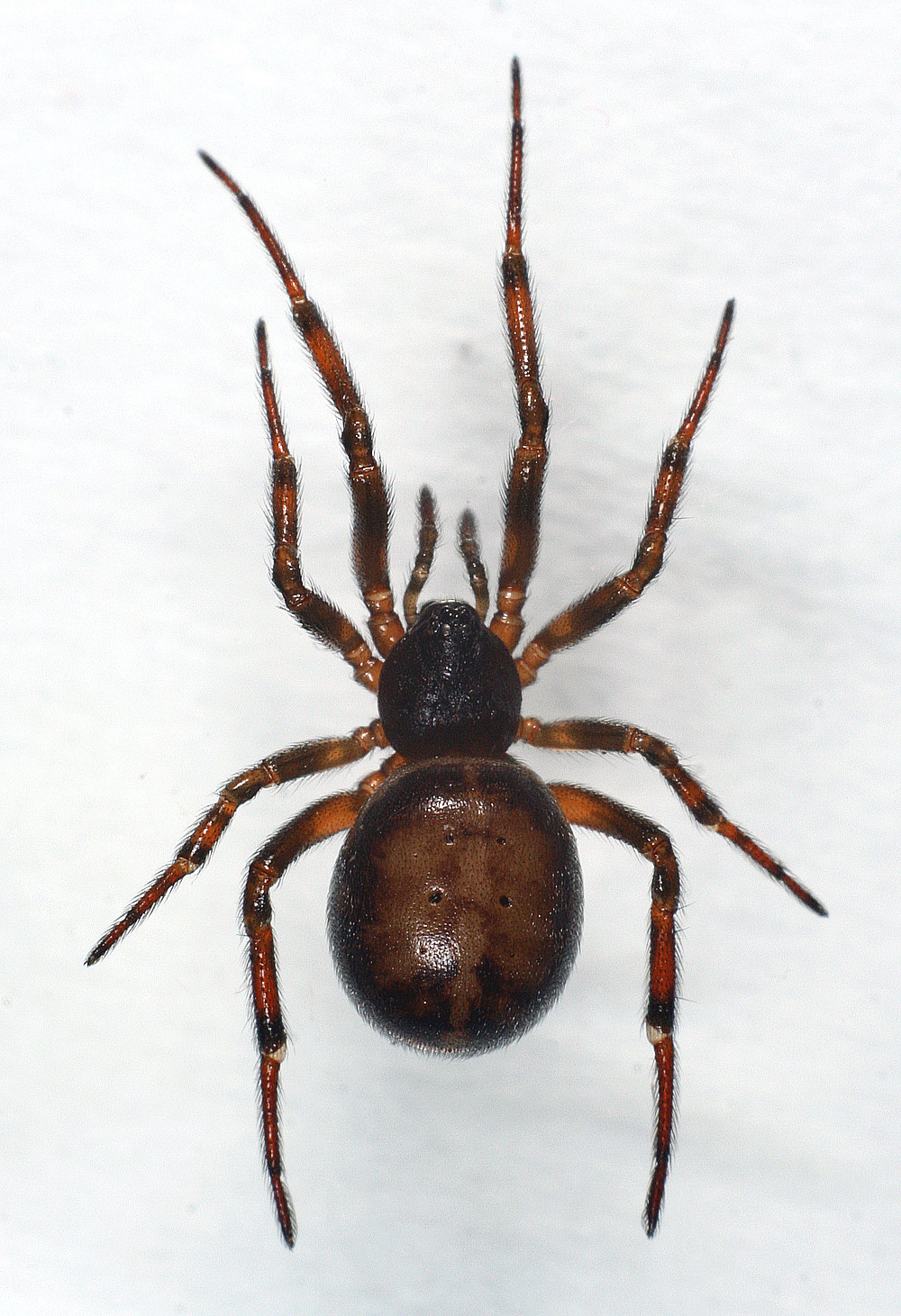
Steatoda bipunctata

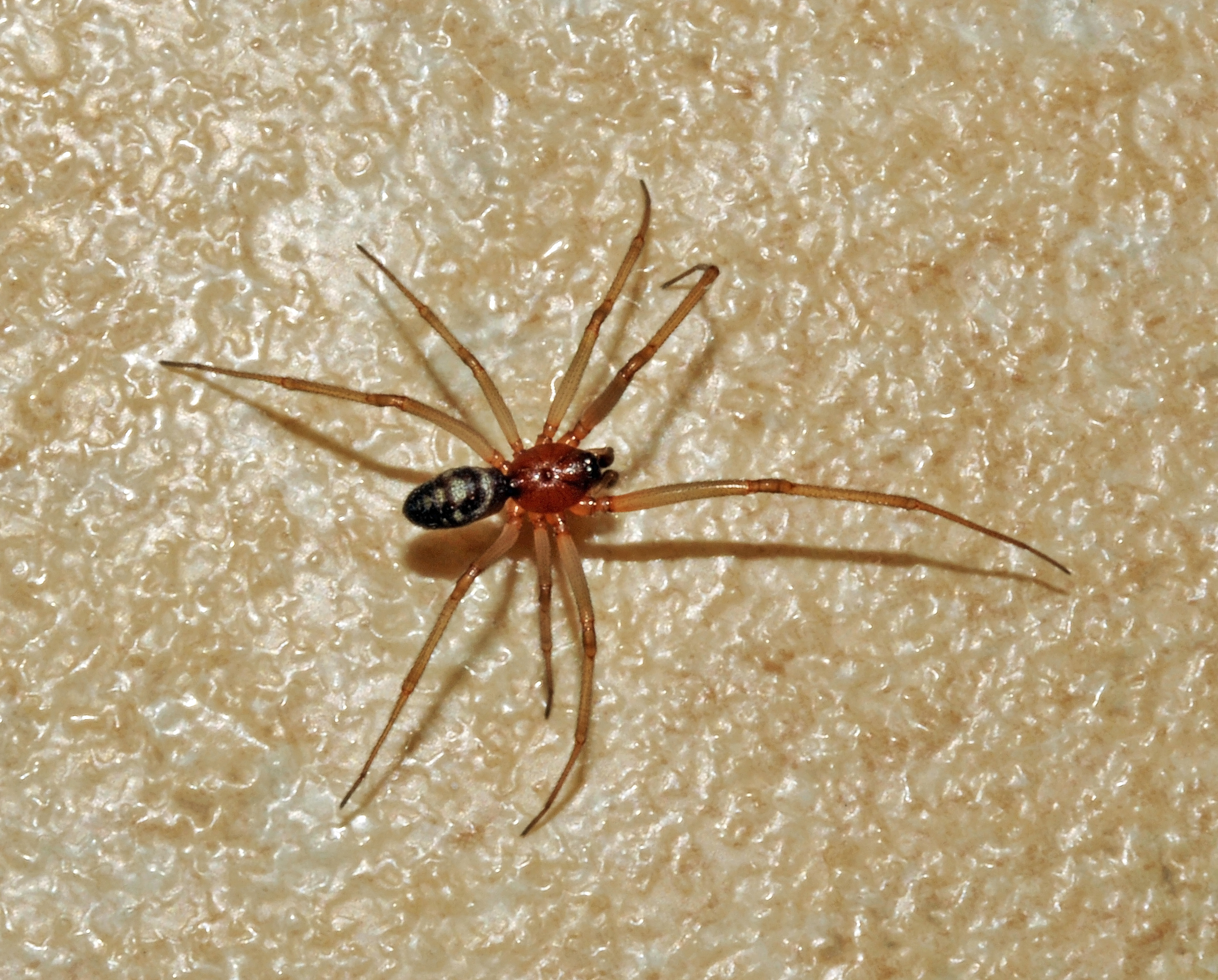
Steatoda grossa

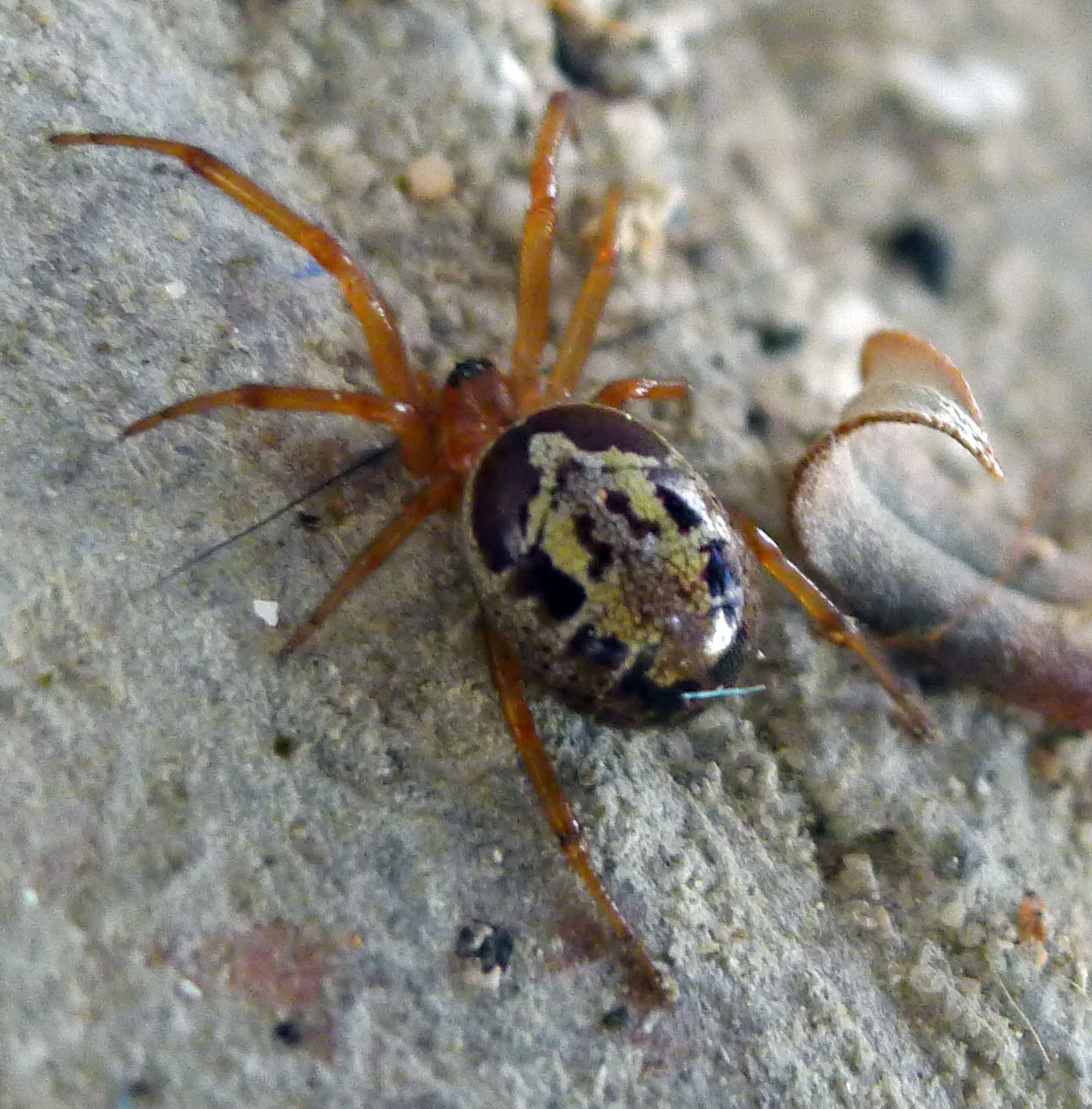
Steatoda nobilis

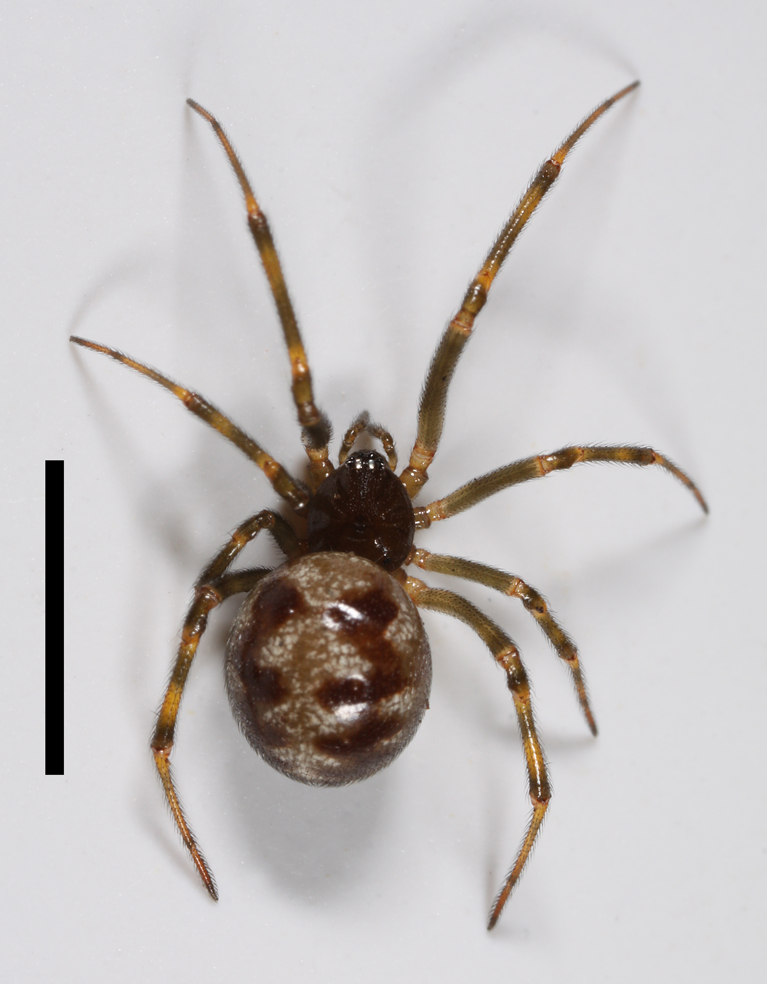
Steatoda triangulosa

Elles sont relativement grandes. Leur abdomen est ovale, souvent pourvu d'une bande claire et divers décors permettant de reconnaître certaines espèces.

## Liste des espèces
Selon World Spider Catalog (version 26, 11/03/2025) :
- Steatoda adumbrata (Simon, 1908)
- Steatoda aethiopica (Simon, 1909)
- Steatoda alamosa Gertsch, 1960
- Steatoda albocincta (Lucas, 1846)
- Steatoda alboclathrata (Simon, 1897)
- Steatoda albomaculata (De Geer, 1778)
- Steatoda anchorata (Holmberg, 1876)
- Steatoda ancora (Grube, 1861)
- Steatoda andina (Keyserling, 1884)
- Steatoda apacheana Gertsch, 1960
- Steatoda atascadera Chamberlin & Ivie, 1942
- Steatoda atrocyanea (Simon, 1880)
- Steatoda autumnalis (Banks, 1898)
- Steatoda badia (Roewer, 1961)
- Steatoda bertkaui (Thorell, 1881)
- Steatoda bipunctata (Linnaeus, 1758)
- Steatoda borealis (Hentz, 1850)
- Steatoda capensis Hann, 1990
- Steatoda carbonaria (Simon, 1907)
- Steatoda caspia Ponomarev, 2007
- Steatoda castanea (Clerck, 1757)
- Steatoda chinchipe Levi, 1962
- Steatoda cingulata (Thorell, 1890)
- Steatoda concolor (Caporiacco, 1933)
- Steatoda connexa (O. Pickard-Cambridge, 1904)
- Steatoda craniformis Zhu & Song, 1992
- Steatoda dahli (Nosek, 1905)
- Steatoda diamantina Levi, 1962
- Steatoda dickjonesi Bosselaers & Van Keer, 2024
- Steatoda distincta (Blackwall, 1859)
- Steatoda ephippiata (Thorell, 1875)
- Steatoda erigoniformis (O. Pickard-Cambridge, 1872)
- Steatoda fagei (Lawrence, 1964)
- Steatoda fallax (Blackwall, 1865)
- Steatoda felina (Simon, 1907)
- Steatoda foravae Dippenaar-Schoeman & Müller, 1992
- Steatoda grandis Banks, 1901
- Steatoda grossa (C. L. Koch, 1838)
- Steatoda gui Zhu, 1998
- Steatoda hespera Chamberlin & Ivie, 1933
- Steatoda hui Zhu, 1998
- Steatoda ifricola Lecigne, Lips, Moutaouakil & Oger, 2020
- Steatoda iheringi (Keyserling, 1886)
- Steatoda ingeae Van Keer, 2024
- Steatoda kiwuensis (Strand, 1913)
- Steatoda koeni Van Keer, 2024
- Steatoda kuytunensis Zhu, 1998
- Steatoda latifasciata (Simon, 1873)
- Steatoda lawrencei Brignoli, 1983
- Steatoda leonardi (Thorell, 1898)
- Steatoda lepida (O. Pickard-Cambridge, 1880)
- Steatoda linzhiensis Hu, 2001
- Steatoda livens (Simon, 1895)
- Steatoda longurio (Simon, 1909)
- Steatoda mainlingensis (Hu & Li, 1987)
- Steatoda mainlingoides Yin, Griswold, Bao & Xu, 2003
- Steatoda marta Levi, 1962
- Steatoda maura (Simon, 1909)
- Steatoda mexicana Levi, 1957
- Steatoda micans (Hogg, 1922)
- Steatoda minima (Denis, 1955)
- Steatoda moesta (O. Pickard-Cambridge, 1896)
- Steatoda mormorata (Simon, 1910)
- Steatoda morsitans (O. Pickard-Cambridge, 1885)
- Steatoda nahuana Gertsch, 1960
- Steatoda nasata (Chrysanthus, 1975)
- Steatoda ngipina Barrion & Litsinger, 1995
- Steatoda nigrimaculata Zhang, Chen & Zhu, 2001
- Steatoda nigrocincta O. Pickard-Cambridge, 1885
- Steatoda niveosignata (Simon, 1908)
- Steatoda nobilis (Thorell, 1875)
- Steatoda octonotata (Simon, 1908)
- Steatoda pallens Zamani & Marusik, 2025
- Steatoda palomara Chamberlin & Ivie, 1935
- Steatoda pardalia Yin, Griswold, Bao & Xu, 2003
- Steatoda paykulliana (Walckenaer, 1806)
- Steatoda pengyangensis Hu & Zhang, 2012
- Steatoda perakensis Simon, 1901
- Steatoda perspicillata (Thorell, 1898)
- Steatoda picea (Thorell, 1899)
- Steatoda porteri (Simon, 1900)
- Steatoda punctulata (Marx, 1898)
- Steatoda quadrimaculata (O. Pickard-Cambridge, 1896)
- Steatoda quaesita (O. Pickard-Cambridge, 1896)
- Steatoda quinquenotata (Blackwall, 1865)
- Steatoda retorta González, 1987
- Steatoda rhombifera (Grube, 1861)
- Steatoda rubrocalceolata (Simon, 1907)
- Steatoda rufoannulata (Simon, 1899)
- Steatoda sabulosa (Tullgren, 1901)
- Steatoda saltensis Levi, 1957
- Steatoda seriata (Simon, 1899)
- Steatoda singoides (Tullgren, 1910)
- Steatoda sordidata O. Pickard-Cambridge, 1885
- Steatoda speciosa (Thorell, 1898)
- Steatoda spina Gao & Li, 2014
- Steatoda subannulata (Kulczyński, 1911)
- Steatoda terastiosa Zhu, 1998
- Steatoda terebrui Gao & Li, 2014
- Steatoda tigrina (Tullgren, 1910)
- Steatoda tortoisea Yin, Griswold, Bao & Xu, 2003
- Steatoda transversa (Banks, 1898)
- Steatoda trianguloides Levy, 1991
- Steatoda triangulosa (Walckenaer, 1802)
- Steatoda tristis (Tullgren, 1910)
- Steatoda truncata (Urquhart, 1888)
- Steatoda ulleungensis Paik, 1995
- Steatoda uncata Zhang, Chen & Zhu, 2001
- Steatoda variabilis (Berland, 1920)
- Steatoda variata Gertsch, 1960
- Steatoda variipes (Keyserling, 1884)
- Steatoda vaulogeri (Simon, 1909)
- Steatoda verae Van Keer, 2024
- Steatoda wangi Zhu, 1998
- Steatoda wanshou Yin, 2012
- Steatoda washona Gertsch, 1960
- Steatoda xerophila Levy & Amitai, 1982
- Steatoda xishuiensis Zhang, Chen & Zhu, 2001

Selon World Spider Catalog (version 23.5, 2023) :
- † Steatoda anticus (Berland, 1939)

## Systématique et taxinomie
Ce genre a été décrit par Sundevall en 1833.
Eucharia C. L. Koch, 1835, préoccupé par Eucharia Hübner, 1820, remplacé par Acalanthis par Gistel en 1848 a été placé en synonymie par Thorell en 1869.
Stearodea a été placé en synonymie par Simon en 1903.
Lithyphantes et Teutana ont été placés en synonymie par Levi en 1957.
Stethopoma, Ancocoelus, Steassa, Argyroelos et Asagenella ont été placés en synonymie par Levi et Levi en 1962.

## Publication originale
- Sundevall, 1833 : Conspectus Arachnidum. Londini Gothorum, p. 1-39.